# Curt Juhlin-Dannfelt
Curt Herman Juhlin-Dannfelt, född 29 september 1888 i  Karlsborg, död 3 november 1968 i Danderyd, var en svensk militär, mest känd för sin tjänstgöring som militärattaché i Berlin 1933–1945.
Curt Juhlin-Dannfelt utbildade sig till officer först inom infanteriet och senare kavalleriet vid Skånska husarregementet i Helsingborg. Han tog officersexamen 1909 och blev löjtnant 1913. Han gifte sig 1922 med Margareta Almquist, som var dotter till Otto Almquist.
Han började tjänst som biträdande militärattaché i Riga 1927 och var sedan bosatt utomlands under 18 år. År 1929 avlade han filosofie kandidatexamen i engelska, slaviska språk och romanska språk vid Uppsala universitet. Efter sex år i Riga tjänstgjorde han 1933–1945 som militärattaché vid Svenska legationen i Berlin, där Arvid Richert 1937–1945 var chef. Hans rapporter låg bland annat till grund för Försvarsstabens resultatlösa rekommendation strax före den tyska invasionen av Danmark och Norge i april 1940 till den svenska regeringen att mobilisera försvaret. Han var senare militärattaché i Bern, i Prag samt slutligen i Moskva 1948–1952.
Både Richert och Juhlin-Dannfelt kritiserades i de av utrikesminister Östen Undén redigerade regeringsvitböckerna 1947 om Sveriges förhållande till Norge under andra världskriget. Juhlin togs i försvar av  Herbert Tingsten i Dagens Nyheter  och av försvarsstabschefen Carl August Ehrensvärd.
Curt Juhlin-Dannfelt var son till Georg Juhlin-Dannfelt och Ada Lilliebjörn samt yngre bror till Carl Juhlin-Dannfelt. Han är begravd på Galärvarvskyrkogården i Stockholm.